# ラピスラズリ (アルバム)
『ラピスラズリ』は、日本の女性ポップシンガー・横山ルリカのアルバム。
2014年3月19日にビクターエンタテインメント傘下「FlyingStar Records」からリリースした、通算1枚目のスタジオ・アルバム。全13曲収録。

## 背景・制作
横山ルリカの最初のオリジナル・アルバムであり、自身が在籍していたアイドリング!!!メンバーのソロアルバムでは初となる。3枚目のシングル「メガラバ」の発売から間髪入れずにリリースされた、新録8曲を含む全13曲収録。
表題
アルバムのタイトルは、自身の名前の由来である「瑠璃」（ラピスラズリの和名）にちなんだものである。「瑠璃のように輝けたら」という想いで付けたと述べている。
作詞
収録曲「Re-Start」では、自身で初めて作詞に挑んでいる。「試行錯誤しながら『卒業』をテーマに書いていたが、同僚であった遠藤舞のアイドリング!!!卒業時期とオーバーラップしてしまい、感情移入し過ぎてしまった。そこで改めて視点を変え、出発を意味する「Re-Start」に切り替えて、締め切り当日の約3時間で仕上げた」と明かしている。

## リリース
アルバムは、通常盤・初回限定盤・完全生産限定盤の3形態でリリースされた。初回限定盤は、メイキングやスタジオセッションなどを収録したDVDが付属する。完全生産限定盤は、スペシャルフォトブック&オリジナルタオルが同梱されたBOX仕様となっている。全形態の初回生産分に「イベント参加券」が1枚封入されているほか、2枚一口で応募すると抽選でA賞（スペシャルイベント招待）かB賞（サイン入りポスター）が貰える「応募券」が付属している。
アートワーク
完全生産限定盤のジャケットでは、横山が王冠を被ったプリンセスのような容姿のアートワークとなっている。通常盤・初回限定盤も上品な装いとなっており、それぞれに異なったビューティーショットが3形態共通の特徴である。

## プロモーション
アルバムのプロモーションで、下記にTV出演した。
- musicるTV (2014年3月17日、テレビ朝日)
- 横山ルリカスペシャル (2014年3月21日、スペースシャワーTV プラス)
- ビューティライブリポート〜美人のヒミツ〜 (2014年3月23日、中京テレビ)

## ライブ・パフォーマンス
リリースに先駆けたアルバムの先行試聴会を含むミニライブと、発売イベントを兼ねたミニライブが、下記の日時・場所で実施された。また、上記の「A賞・スペシャルイベント招待」でも、ミニライブが行われた。
アルバム『ラピスラズリ』先行試聴会＆ミニライブ
- 2014年2月23日 銀座ヤマハスタジオ

『ラピスラズリ』発売記念イベント
- 2014年3月19日 東京・お台場ヴィーナスフォート 2F教会広場
- 2014年3月21日 神奈川・ラゾーナ川崎プラザ ルーファ広場グランドステージ
- 2014年3月22日 兵庫・西宮ららぽーと甲子園 1Fパークウォークコート特設ステージ
- 2014年3月23日 東京ドームシティ ラクーアガーデンステージ

A賞・スペシャルイベント招待
- 2014年4月28日 銀座ヤマハスタジオ

ライブイベント
下記のイベントに出演し、アルバム収録曲の一部をライブ披露した。
- Nagoya BEAUTY LIVE 2014 (2014年3月15・16日、名古屋市・オアシス21 銀河の広場)

## メディアでの使用
収録曲は、これまで以下のメディアで使用された。
｢Walk My Way｣
- 日本テレビ系「ミュージックドラゴン」2013年6月度POWER PLAY
- 福岡放送「ナイトシャッフル」2013年6月度エンディングテーマ
- ファッション誌『sweet』2013年8月号CMソング

｢Your Voice,My Life｣
- テレビ朝日系「musicるTV」2013年10月度マンスリーアーティスト

｢メガラバ｣
- CX系TVアニメ「トリコ」エンディングテーマ (第136話 - 第147最終話)

## 収録トラック
| #         | タイトル                            | 作詞                   | 作曲       | 編曲               | 時間  |
| --------- | ----------------------------------- | ---------------------- | ---------- | ------------------ | ----- |
| 1.        | 「Always」                          | 平賀伸明・きよのたかこ | 平賀伸明   | 平賀伸明・木村篤史 | 3:55  |
| 2.        | 「Walk My Way」(1stシングル)        | 前山田健一             | 前山田健一 | 板垣祐介           | 4:23  |
| 3.        | 「メガラバ」(3rdシングル)           | 原田アツシ             | 原田アツシ | 原田アツシ         | 3:36  |
| 4.        | 「Glory Days」                      | Maica・原田アツシ      | 原田アツシ | 原田アツシ         | 4:21  |
| 5.        | 「Color」                           | 原田アツシ             | 原田アツシ | 原田アツシ         | 4:58  |
| 6.        | 「Across The Sky」                  | 前山田健一             | 前山田健一 | 板垣祐介           | 3:08  |
| 7.        | 「Don't Cry」(1stシングルc/w)       | SUIMI                  | 板垣祐介   | 板垣祐介           | 4:38  |
| 8.        | 「BIRTH」                           | 平賀伸明               | 平賀伸明   | 平賀伸明・木村篤史 | 4:14  |
| 9.        | 「Your Voice,My Life」(2ndシングル) | 前山田健一             | 前山田健一 | 板垣祐介           | 4:01  |
| 10.       | 「Road」                            | 板垣祐介               | 板垣祐介   | 板垣祐介           | 4:04  |
| 11.       | 「ナミダボシ」(2ndシングルc/w)      | サイトウヨシヒロ       | 板垣祐介   | 板垣祐介           | 4:22  |
| 12.       | 「君がいたから」                    | 原田アツシ             | 原田アツシ | 原田アツシ         | 4:15  |
| 13.       | 「Re-Start」                        | 横山ルリカ             | 原田アツシ | 原田アツシ         | 4:35  |
| 合計時間: | 合計時間:                           | 合計時間:              | 合計時間:  | 合計時間:          | 54:38 |

| #  | タイトル                            | 作詞 | 作曲・編曲 | 時間 |
| -- | ----------------------------------- | ---- | ---------- | ---- |
| 1. | 「Album making & Self liner notes」 |      |            | 4:04 |
| 2. | 「Color」(Studio Session ver.)      |      |            | 2:40 |
| 3. | 「Re-Start」(Studio Session ver.)   |      |            | 1:11 |